# GeoSpy
Il GeoSpy è un'attività ricreativa all'aperto che combina posizioni geografiche e mappe con la fotografia in un gioco basato sulla posizione. Per giocare al gioco sono necessari una fotocamera e un dispositivo GPS.
Ci sono diversi obiettivi nel gioco, ma quello principale è trovare e creare oggetti attraverso immagini di oggetti e luoghi che vengono caricati sul sito web del gioco.
Per creare un oggetto il partecipante richiede una conoscenza completa dell'oggetto e delle coordinate GPS e delle foto dell'oggetto che il partecipante ha scattato. Allo stesso modo, gli oggetti esistenti possono essere protetti visitando e fotografando l'oggetto e pubblicando la foto sul sito web del gioco come prova che il concorrente ha visitato l'oggetto. Gli oggetti sono suddivisi in diverse categorie: oggetti civili, religiosi e storici, naturali, tecnici e militari con ulteriori sottocategorie come ospedali, musei, fabbriche, monumenti commemorativi, ecc.
I partecipanti al gioco sono chiamati spie.